# シンデレラたちへの伝言
「シンデレラたちへの伝言」（シンデレラたちへのでんごん）は、高井麻巳子の楽曲で、ソロ・デビュー・シングル。1986年6月25日にキャニオン・レコードから発売。

## 収録曲
1. シンデレラたちへの伝言　
  - 作詞:売野雅勇　作曲:八田雅弘　編曲:Light House Project
  - フジテレビ系『夕やけニャンニャン』テーマソング
  - 1987年9月20日に代々木第一体育館にて開催された、以前所属していたおニャン子クラブの解散コンサートに出演、同曲を披露した。ほか、うしろゆびさされ組も再結成され、「うしろゆびさされ組」「渚の『・・・・・』」も披露した。この日を最後に再結成はされていない。
  - デビュー・シングルでありながらオリコンチャート1位を獲得した。
2. こわれかけたピアノ　
  - 作詞:秋元康　作曲:高橋幸宏　編曲:岩倉健二
  - 高井のソロで唯一、秋元康が作詞を担当した楽曲。

## 収録アルバム
- 『いとぐち』 (#1,2)
- 『MYこれ!クション 高井麻巳子BEST』 (#1)
- 『高井麻巳子 SINGLESコンプリート』 (#1)
- 『スーパーベスト』 (#1)
- 『NON-STOP おニャン子』 (#1)
- 『家宝』 (#1)
- 『おニャン子クラブA面コレクション Vol.2』 (#1)
- 『おニャン子クラブB面コレクション Vol.2』 (#2)

## カバー
シンデレラたちへの伝言
- プリシラ・チャン - 香港の歌手。1987年のアルバム『變、變、變』に収録。歌詞は広東語でタイトルは「天意」。
- 中島愛 - 売野雅勇 作詞活動35周年記念カバーアルバム『真夏のイノセンス 作詞家・売野雅勇 Hits Covers』（2017年2月22日発売）に収録[2]。